# Азотна станція

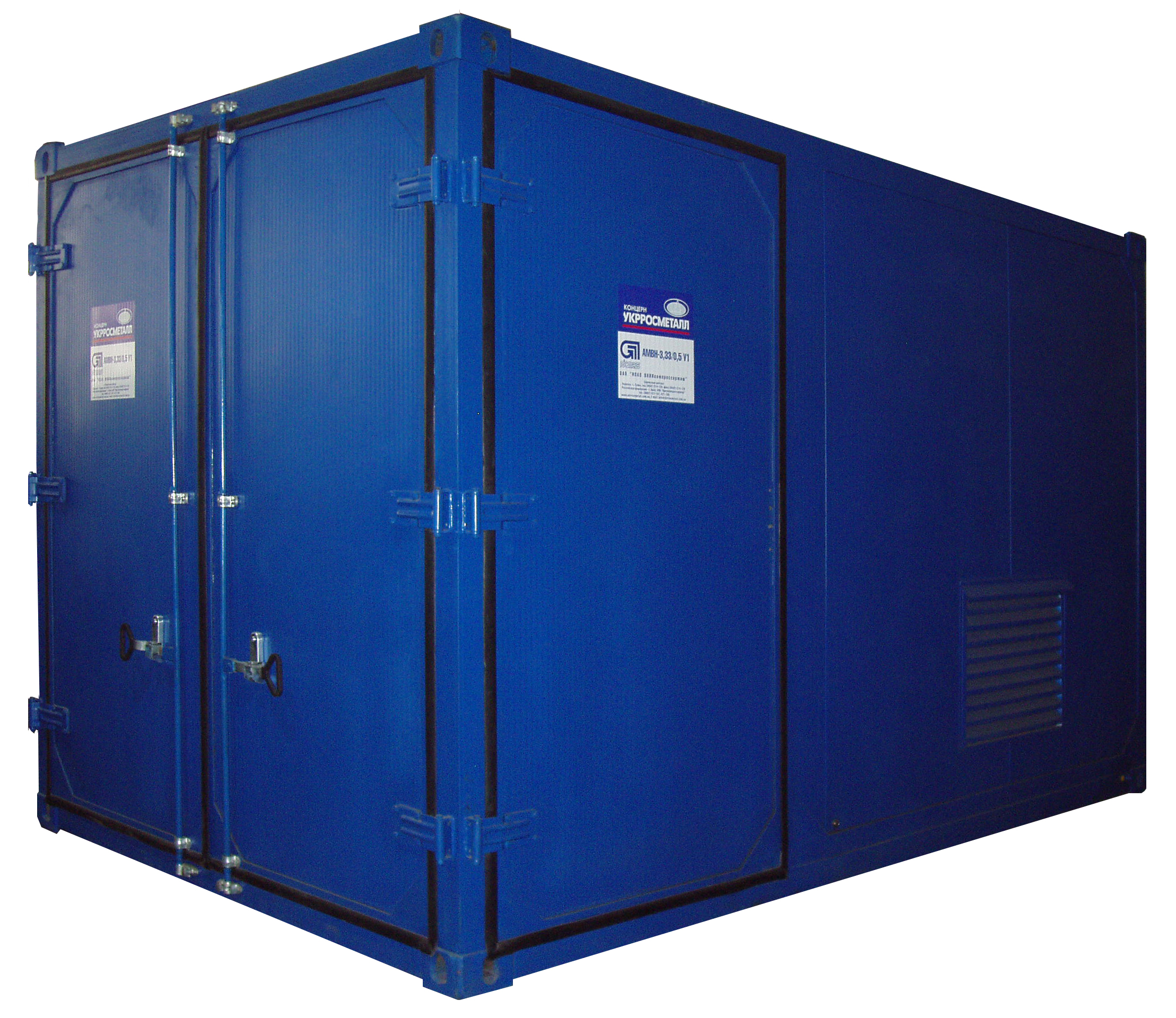
Азотна станція Концерн «Укрросметал»

Азотна станція — установка для отримання азоту із повітря шляхом розділення його на компоненти.
Існує три способи газорозділення.

## Мембранний

### Технологія

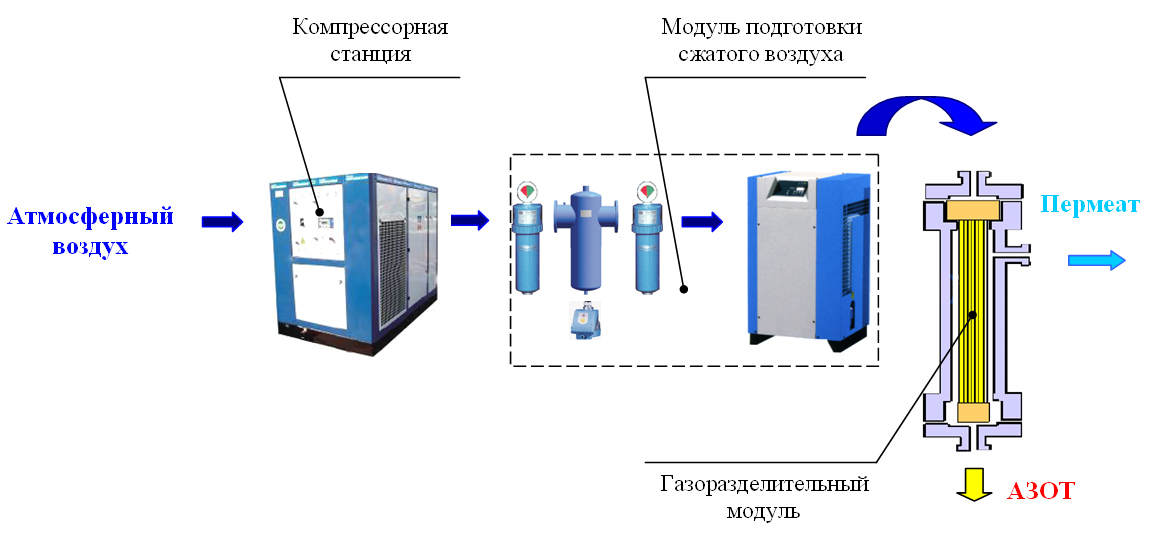
Схема процесу отримання азоту мембранним способом

Заснована на відділенні молекул азоту зі стиснутого повітря, що проходить через половолоконні мембрани.
Атмосферне повітря стискається в компресорному модулі, після чого проходить очистку і осушку в модулі підготовки повітря і надходить в мембранний модуль газорозділення, в якому відбувається розділення повітря на пермеат (повітря з підвищеним вмістом кисню) і газоподібний азот.

### Принцип дії

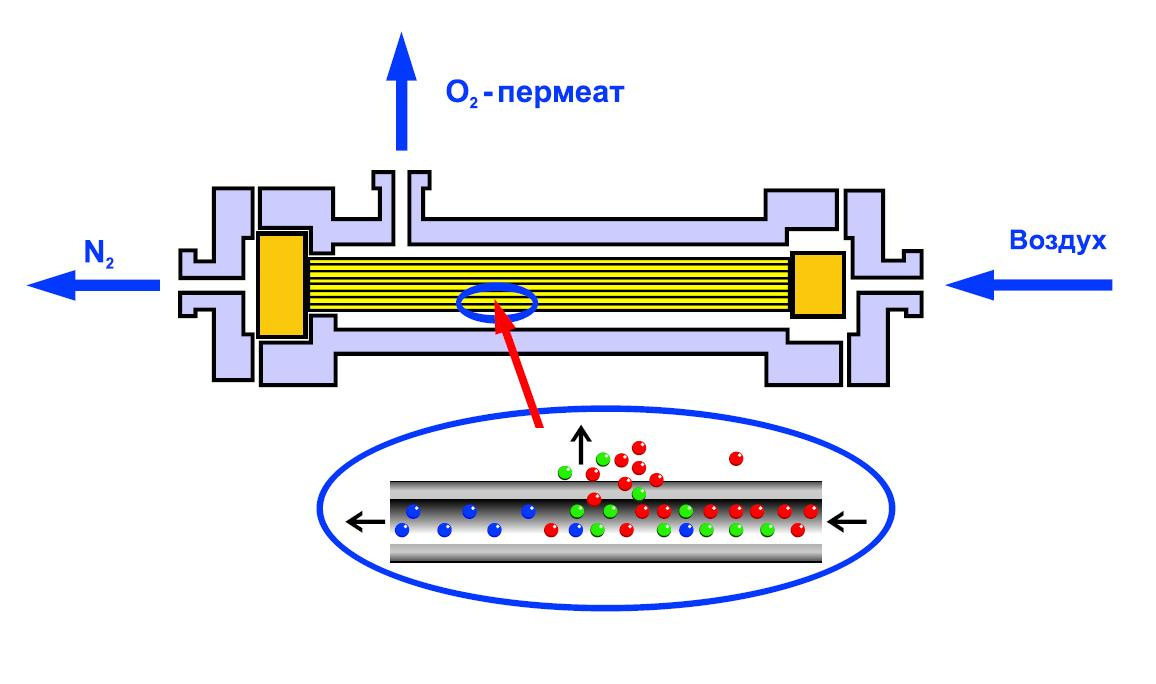
Схема мембранного газорозділення

Заснований на різній швидкості проникнення газів через полімерну мембрану під дією перепаду парціальних тисків на ній. Проходячи всередині мембрани, легкопроникні компоненти газу (водень, вуглекислий газ, пари води, кисень) через пористу оболонку мембрани просочуються в міжмембранний простір і відводяться на скидання в атмосферу. Труднопроникні компоненти газу (азот, метан, окис вуглецю) проходять по всій довжині мембрани і далі надходять споживачеві. На виході — газова суміш із вмістом азоту до 99,5%.

### Мембранний модуль
Модуль являє собою набір картриджів, всередині яких знаходяться мембрани, виготовлені з перфарованого полімерного волокна. Газовий потік під тиском подається в пучок мембранних волокон. Через різницю парціальних тисків на зовнішній та внутрішній поверхнях мембрани відбувається розподіл газового потоку.

### Переваги
У газороздільних блоках повністю відсутні рухомі частини, що забезпечує надійність установок. Мембрани дуже стійкі до вібрацій і ударів, функціонують в широкому діапазоні температур від −40 °C до +60 °C. При дотриманні умов експлуатації ресурс мембранного блоку становить від 130 000 до 180 000 годин (15-20 років безперервної роботи).

### Недоліки
- Обмежена продуктивність
- Максимальна концентрація азоту 99,5%

## Адсорбційний

### Технологія

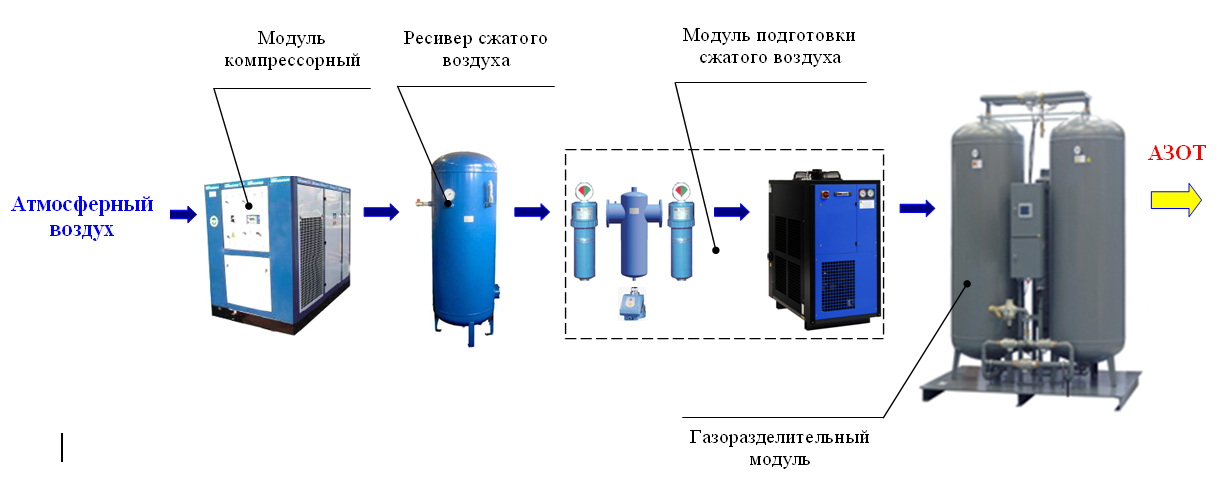
Схема процесу отримання азоту адсорбційним способом

Адсорбційна технологія заснована на відділенні молекул азоту зі стиснутого повітря, що проходить через адсорбент.
Атмосферне повітря стискається компресором. Далі стиснене повітря для згладжування пульсацій тиску надходить до ресиверу повітря, після чого проходить додаткове очищення, осушку в блоці підготовки повітря і надходить на поділ в адсорбційний блок, основною частиною якого є парні алюмінієві адсорбери.

### Принцип дії

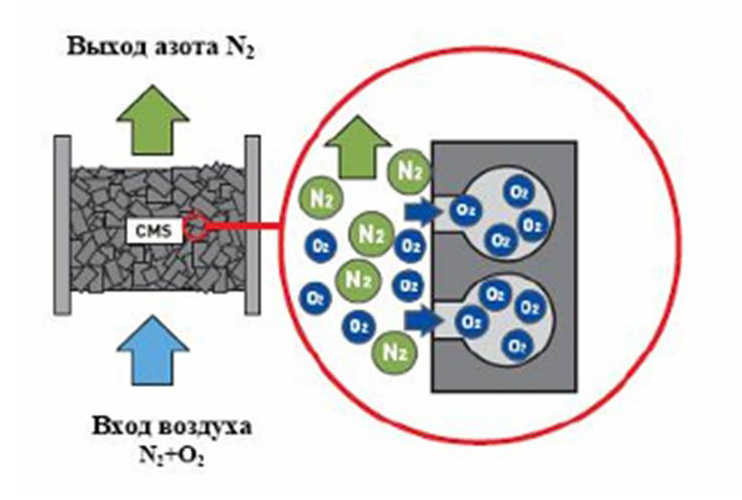
Схема адсорбційного газорозділення

Поступаючи в один із адсорберів, газова суміш проходить через адсорбент, де молекули кисню, а так само деяка частина інших присутніх в повітрі газів, преференційно затримується порами адсорбенту, в той час як азот переважно проходить через адсорбер. Другий адсорбер в цей час знаходиться на регенерації.

### Переваги
- Можливість отримувати азот високої чистоти, до 99,9999%
- Також відсутні рухомі частини

### Недоліки
Найголовнішим недоліком адсорбційного способу виробництва азоту є необхідність періодичної заміни адсорбенту.

## Кріогенний

### Принцип газорозділення

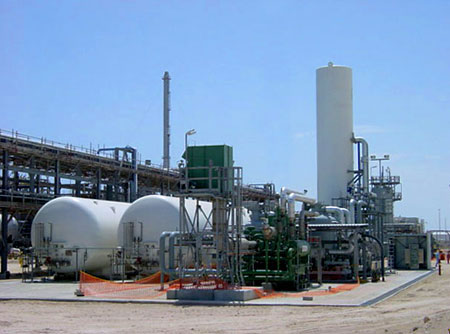
Кріогенна азотна станція

Принцип роботи кріогенних установок заснований на зріджуванні повітря та подальшому його поділі на азот, кисень та аргон.
Такий спосіб одержання газів називається методом низькотемпературної ректифікації. Спочатку повітря стискається компресором, потім, після проходження теплообмінників, розширюється в машині-детандері або дросельному вентилі, в результаті чого охолоджується до температури 93 °К і перетворюється в рідину.
Подальший поділ рідкого повітря, що складається в основному з рідкого азоту і рідкого кисню, засновано на відмінності температури кипіння його компонентів: кисню — 90,18 °К, азоту — 77,36 °К. При поступовому випаровуванні рідкого повітря спочатку випаровується переважно азот, а рідина, що залишається все більше збагачується киснем. Повторюючи подібний процес багато разів на ректифікаційних тарілках повітрерозподільних колон, отримують рідкий кисень, азот і аргон потрібної чистоти.

### Переваги
- Можливість отримання надчистого азоту (у наближенні до 100%)
- Отримання інших компонентів повітря
- Можливість отримання компонентів в рідкому вигляді

### Недоліки
- Висока вартість обладнання
- Високі витрати на виробництво
- Великі габарити обладнання
- Тривалий пусковий період